# Saint-Cyr-la-Rivière
Saint-Cyr-la-Rivière è un comune francese di 506 abitanti situato nel dipartimento dell'Essonne nella regione dell'Île-de-France.

## Società

### Evoluzione demografica
Abitanti censiti